# Den omöjliga kuben

I en särskild vinkel, kan kuben upplevas bryta emot geometrins lagar.

Den omöjliga kuben eller den irrationella kuben är ett omöjligt objekt, som är baserad på illustrationen Neckers kubillustration. En omöjlig kub är vanligen illustrerad som en Neckers kub, men med dess solida hörn dragna på ett motsägande sätt. Den upplevda soliditeten ger den omöjliga kuben en större visuell tvetydighet än Neckers kub, som inte i första hand percepteras som en omöjlig figur. Illusionen är baserad på den mänskliga benägenheten att tolka en tvådimensionell bild till ett begripligt tredimensionellt föremål.

Visas kuben i en annan vinkel, framträder istället en möjlig figur.

I M. C. Eschers litografi Belvedere, kan en person i bildens nederkant ses hålla en typ av en omöjlig kub, vilkas principer också resten av litografin är baserad på. I scenen går bland annat en stege från insidan av den första våningen till utsidan av den andra. Detta faktum kan dock inte utnyttjas av fången i källarplanet, då dess struktur utgör en möjlig kubform med alla sidor stängda.